# Euphorbia bongensis
Euphorbia bongensis är en törelväxtart som beskrevs av Karl Theodor Kotschy, Johann Joseph Peyritsch och Pierre Edmond Boissier. Euphorbia bongensis ingår i släktet törlar, och familjen törelväxter. Inga underarter finns listade i Catalogue of Life.